# 2. československá fotbalová liga 1973/1974
V soubojích 42. ročníku druhé nejvyšší fotbalové soutěže – 2. československé fotbalové ligy 1973/74 – se utkalo 16 mužstev každý s každým dvoukolovým systémem podzim–jaro. Tento ročník začal v sobotu 11. srpna 1973 a skončil ve středu 12. června 1974.

## Konečná tabulka
| Poř. | Tým                           | Z  | V  | R  | P  | VG | OG | B  |
| ---- | ----------------------------- | -- | -- | -- | -- | -- | -- | -- |
| 1.   | TJ TŽ Třinec (S)              | 30 | 18 | 6  | 6  | 47 | 23 | 42 |
| 2.   | TJ LIAZ Jablonec nad Nisou    | 30 | 12 | 10 | 8  | 37 | 22 | 34 |
| 3.   | TJ Baník Prievidza            | 30 | 13 | 6  | 11 | 44 | 44 | 32 |
| 4.   | TJ Partizán Bardejov          | 30 | 15 | 1  | 14 | 46 | 41 | 31 |
| 5.   | TJ Strojárne Martin           | 30 | 9  | 13 | 8  | 34 | 29 | 31 |
| 6.   | TJ VŽKG Ostrava               | 30 | 12 | 7  | 11 | 28 | 39 | 31 |
| 7.   | TJ Spartak Hradec Králové (S) | 30 | 11 | 8  | 11 | 39 | 36 | 30 |
| 8.   | TJ Jednota Trenčín            | 30 | 13 | 4  | 13 | 35 | 36 | 30 |
| 9.   | TJ ZVL Považská Bystrica      | 30 | 10 | 9  | 11 | 29 | 38 | 29 |
| 10.  | ASVŠ Dukla Banská Bystrica    | 30 | 11 | 6  | 13 | 24 | 22 | 28 |
| 11.  | TJ ZVL Kysucké Nové Mesto (N) | 30 | 9  | 10 | 11 | 37 | 37 | 28 |
| 12.  | TJ VCHZ Pardubice             | 30 | 10 | 8  | 12 | 31 | 35 | 28 |
| 13.  | TJ SONP Kladno                | 30 | 10 | 8  | 12 | 34 | 39 | 28 |
| 14.  | TJ NHKG Ostrava (N)           | 30 | 10 | 7  | 13 | 35 | 43 | 27 |
| 15.  | TJ Spartak Ústí nad Labem (N) | 30 | 12 | 3  | 15 | 39 | 51 | 27 |
| 16.  | TJ ŽD Bohumín                 | 30 | 8  | 8  | 14 | 26 | 39 | 24 |

Poznámky:
- Z = Odehrané zápasy; V = Vítězství; R = Remízy; P = Prohry; VG = Vstřelené góly; OG = Obdržené góly; B = Body; (N) = Nováček (postoupivší z nižší soutěže); (S) = Sestoupivší z vyšší soutěže

|  | Postup do I. čs. fotbalové ligy 1974/75 |
|  | Sestup do III. ligy – sk. A 1974/75     |
|  | Sestup do III. ligy – sk. B 1974/75     |